# Authon-la-Plaine
Authon-la-Plaine este o comună franceză situată în departamentul Essonne, în regiunea Île-de-France.

## Geografie

### Localizare
Authon-la-Plaine este situată la 54 km sud-vest de Paris-Notre-Dame, punctul zero al drumurilor din Franța, 41 km sud-vest de Évry, 15 km vest de Étampes, 9 km sud-vest de Dourdan, 27 km sud-vest de Arpajon, 29 km sud-vest de La Ferté-Alais, 31 km de Montlhéry, 36 km sud-vest de Palaiseau, 38 km nord-vest de Milly-la-Forêt, 42 km sud-vest de Corbeil-Essonnes.

### Relief și geologie
Cel mai jos punct al comunei este situat la 147 m altitudine, iar punctul cel mai înalt la 157 m.

### Comune limitrofe
| Chatignonville        | Corbreuse       | Richarville           |
| Chatignonville        |                 | Plessis-Saint-Benoist |
| Garancières-en-Beauce | Saint-Escobille | Saint-Escobille       |

### Climă
În 2010, clima comunei este de tipul climatului oceanic degradat al câmpiilor din Centru și Nord, conform unui studiu al Centrului Național de Cercetare Științifică (CNRS) pe baza unui set de date care acoperă perioada 1971-2000. În 2020, Météo-France a publicat o tipologie a climatului pentru Franța metropolitană, în care comuna este expusă unui climat oceanic și se află în regiunea climatică Sud-vest a bazinului Parisian, caracterizată printr-o ploaie redusă, în special primăvara (120-150 mm) și un iarnă rece (3,5 °C).
Pentru perioada 1971-2000, temperatura anuală medie este de 10,7 °C, cu o amplitudine termică anuală de 14,9 °C. Cumulul anual mediu de precipitații este de 648 mm, cu 10,6 zile de precipitații în ianuarie și 7,7 zile în iulie. Pentru perioada 1991-2020, temperatura medie anuală observată la stația meteorologică Météo-France cea mai apropiată, situată în comuna Sainville la 7 km distanță, este de 11,3 °C, iar cumulul anual mediu de precipitații este de 655,5 mm.
Parametrii climatici ai comunei au fost estimați pentru mijlocul secolului (2041-2070) conform diferitelor scenarii de emisie de gaze cu efect de seră, bazate pe noile proiecții climatice de referință DRIAS-2020. Aceștia pot fi consultați pe un site dedicat publicat de Météo-France în noiembrie 2022.

## Urbanism

### Tipologie
La 1 ianuarie 2024, Authon-la-Plaine este clasificată drept comună rurală cu habitat dispersat, conform noii grile comunale de densitate cu șapte niveluri definită de INSEE (Institutul Național de Statistică și Studii Economice) în 2022. Comuna este situată în afara unei unități urbanei. În plus, comuna face parte din aria metropolitană a Parisului, fiind una dintre comunele de la periferie, această zonă reunind 1.929 de comune.

## Toponimie
Numele localității este atestat sub forma Auton în perioada galică.
Ca și în cazul altor localități denumite Authon și Autun, destul de frecvente în Galia, este posibil ca acest toponim să provină din forma Augustodunum (cf. Augustodunum > Autun). Acesta este compus dintr-un termen galic, dunon, care înseamnă „înălțime fortificată” (latinizat sub forma dunum, în timp ce în latină s-ar fi folosit termenul oppidum), precedat de numele împăratului Augustus > Auguste.
Comuna a fost creată sub numele simplu de Authon, iar determinantul suplimentar „-la-Plaine” a fost adăugat în 1801.

## Istorie
Comuna Plessis-Saint-Benoist a fost creată în 1884 prin separarea de Authon-la-Plaine. Anterior, Plessis-Saint-Benoist era un cătun al parohiei Authon, situat în partea care aparținea abației Saint-Benoît-sur-Loire în perioada Vechiului Regim.

## Populația și societatea

### Date demografice
Evoluția numărului de locuitori este cunoscută prin recensămintele populației efectuate în comună începând din 1793. Pentru comunele cu mai puțin de 10 000 de locuitori, un recensământ al întregii populații este realizat la fiecare cinci ani, populațiile legale pentru anii intermediari fiind estimate prin interpolare sau extrapolare.
În 2022, comuna număra 371 locuitori, în scădere cu -1,07 % față de 2016 (Essonne: +2,89 %, Franța fără Mayotte: +2,11 %).
| An        | 1793 | 1821 | 1841 | 1851 | 1876 | 1886 | 1901 | 1921 | 1936 | 1962 | 1982 | 2006 | 2014 | 2022 |
| --------- | ---- | ---- | ---- | ---- | ---- | ---- | ---- | ---- | ---- | ---- | ---- | ---- | ---- | ---- |
| Populație | 616  | 611  | 666  | 694  | 650  | 318  | 292  | 293  | 285  | 205  | 281  | 345  | 369  | 371  |